# Hieronyma montana
Hieronyma montana är en emblikaväxtart som beskrevs av Brother Alain. Hieronyma montana ingår i släktet Hieronyma och familjen emblikaväxter. Inga underarter finns listade i Catalogue of Life.